# تايلور وفرانسيس
مجموعة تايلور وفرانسيس (بالإنجليزية: Taylor & Francis Group)‏ هي شركة دولية نشأت في إنجلترا وتنشر الكتب والمجلات الأكاديمية، وهي معروفة بممارساتها المثيرة للجدل، والتكاليف المرتفعة للوصول إلى المقالات البحثية أو النشر السريع.

## التاريخ
تأسست الشركة في عام 1852 عندما انضم ويليام فرانسيس إلى ريتشارد تايلور في مجال النشر. أسس تايلور شركته في عام 1798. وغطت موضوعاتهم الزراعة والكيمياء والتعليم والهندسة والجغرافيا والقانون والرياضيات والطب والعلوم الاجتماعية.
كان ابن فرانسيس، ريتشارد تونتون فرانسيس (1883-1930)، الشريك الوحيد في الشركة من عام 1917 إلى عام 1930.

## أرقام الشركة
لدى المجموعة حوالي 1800 موظف في 18 مكتبًا على الأقل حول العالم. يقع مكتبها الرئيسي في ميلتون بارك، أبينجدون في المملكة المتحدة، ولها مكاتب أخرى في ستوكهولم، لايدن، نيويورك، بوكا راتون، فيلادلفيا، كنتاكي، سنغافورة، كوالالمبور، هونغ كونغ، بكين، شانغهاي، تايبيه، ملبورن، سيدني، كيب تاون وطوكيو ونيودلهي.
أبلغت تايلور وفرانسيس عن فجوة في الأجور بين الجنسين في عام 2017 بلغت 24.2٪ للقوى العاملة في المملكة المتحدة، بينما كان المتوسط 8٪. إن حقيقة أن متوسط أجر النساء أسوأ بكثير من متوسط الأجر (مقارنة بالرجال) يدل على أن النساء ممثلات تمثيلا ناقصا في المناصب ذات الأجر الأعلى.

## روابط خارجية
- الموقع الرسمي